# Мужские хлопоты
«Мужские хлопоты» (англ. Man Trouble) — романтическая комедия 1992 года Режиссёром фильма был Боб Рейфелсон, а автором сценария — Кэрол Истман, которые вместе работали над фильмом Пять лёгких пьес (1970).

## Сюжет
Джек Николсон играет тренера собак-охранников, у которого начинается романтическая связь с оперной певицей Джоан после того, как последняя покупает у него собаку-охранника.

## В ролях
- Джек Николсон — Юджин Эрл Экслайн / Гарри Блисс
- Эллен Баркин — Джоан Спруанс
- Беверли Д’Анджело — Энди Эллерман
- Гарри Дин Стэнтон — Реймонд Лейлс
- Вероника Картрайт — Хелен Декстра